# Resolutie 365 Veiligheidsraad Verenigde Naties
Resolutie 365 van de Veiligheidsraad van de Verenigde Naties werd bijna unaniem aangenomen. Dat gebeurde op de 1810e vergadering van de Raad op 13 december 1974. China onthield zich van stemming.

## Achtergrond
Al meer dan tien jaar was de VN-vredesmacht UNFICYP aanwezig op Cyprus, nadat er geweld was uitgebroken tussen de Griekse en de Turkse bevolkingsgroep op het eiland. Eind 1974 ontstonden er opnieuw grote onlusten toen Griekenland er een staatsgreep probeerde te plegen, waarna Turkije Cyprus binnenviel en het noordelijke deel van het eiland bezette. Zij besloten in dat deel een aparte staat te stichten, de Turkse Republiek Noord-Cyprus.
Op 1 november 1970 nam de Algemene Vergadering van de Verenigde Naties unaniem een resolutie aan die opriep de soevereiniteit van Cyprus te respecteren en alle buitenlandse militairen terug te trekken.

## Inhoud
De Veiligheidsraad:
- Heeft de tekst van resolutie 3212 van de Algemene Vergadering ontvangen;
- Merkt met genoegen op dat de bovenstaande resolutie unaniem was aangenomen;

1. Steunt resolutie 3212 van de Algemene Vergadering en roept partijen op om deze resolutie zo spoedig mogelijk tot uitvoer te brengen;
2. Verzoekt de Secretaris-Generaal verslag uit te brengen over de uitvoer van bovenstaande resolutie.

## Verwante resoluties
- Resolutie 361 Veiligheidsraad Verenigde Naties
- Resolutie 364 Veiligheidsraad Verenigde Naties
- Resolutie 367 Veiligheidsraad Verenigde Naties
- Resolutie 370 Veiligheidsraad Verenigde Naties

Lijst ·  345 ·  346 ·  347 ·  348 ·  349 ·  350 ·  351 ·  352 ·  353 ·  354 ·  355 ·  356 ·  357 ·  358 ·  359 ·  360 ·  361 ·  362 ·  363 ·  364 ·  365 ·  366